# Verteidigungsbezirkskommando 62

Standort des Stabes: die Bajuwaren-Kaserne im Kasernenviertel

Das Verteidigungsbezirkskommando 62 war ein Verteidigungsbezirkskommando der Bundeswehr mit Sitz des Stabes in Regensburg. Hauptaufgabe des Kommandos war die Territoriale Verteidigung in seinem Verteidigungsbezirk.

## Geschichte

### Aufstellung
Das Verteidigungsbezirkskommando wurde zur Einnahme der Heeresstruktur II in den 1960er-Jahren als Teil des Territorialheeres ausgeplant und dem Befehlshaber im Wehrbereich VI unterstellt. Angelehnt an die zivilen Verwaltungsgliederung entsprach der Verteidigungsbezirk in etwa dem (Regierungs-)Bezirk Oberpfalz. Entsprechend war der Standort des Stabs Regensburg.

### Auflösung
2001 wurde das Territorialheer aufgelöst. Die Wehrbereichskommandos und Verteidigungsbezirkskommandos wurden der neu aufgestellten Streitkräftebasis unterstellt. Die Wehrbereiche und Verteidigungsbezirke wurden grundlegend neu geordnet und ihre Anzahl reduziert. Das Verteidigungsbezirkskommando 62 wurde außer Dienst gestellt und sein Kommandobereich dem Verteidigungsbezirk 66 eingegliedert.

## Gliederung
Das Verteidigungsbezirkskommando umfasste wie die meisten Truppenteile des Territorialheeres nur wenige aktive Soldaten. Erst im Verteidigungsfall konnte das Verteidigungsbezirkskommando durch die Einberufung von Reservisten und die Mobilmachung eingelagerten und zivilen Materials auf eine Truppenstärke anwachsen, die etwa einem (kleinen) Regiment oder einem Bataillon des Feldheeres entsprach. Die längste Zeit seines Bestehens untergliederte sich das Verteidigungsbezirkskommando abgeleitet von der zivilen Verwaltungsgliederung grob in unterstellte Verteidigungskreiskommandos. Um 1989 war nur eine Heimatschutzkompanie als Kern der infanteristisch geprägten Heimatschutztruppe unterstellt.

## Verbandsabzeichen

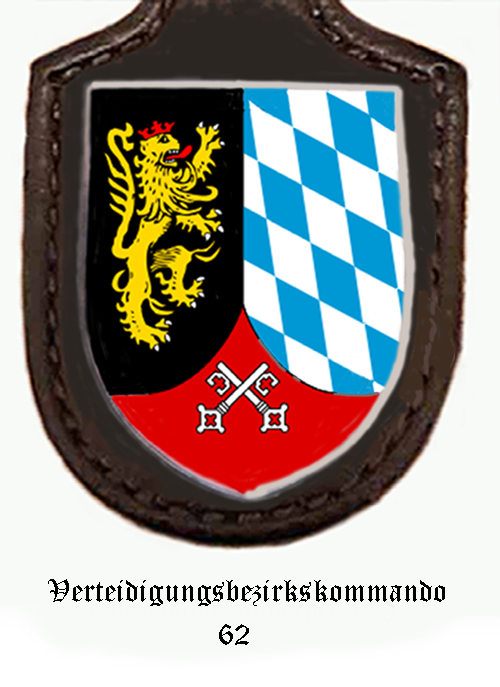
Internes Verbandsabzeichen des Stabes/Stabskompanie

Das Verteidigungsbezirkskommando führte aufgrund seiner Ausplanung als überwiegend nicht aktiver Truppenteil kein eigenes Verbandsabzeichen. Die wenigen aktiven Soldaten trugen daher das Verbandsabzeichen des übergeordneten Wehrbereichskommandos.
Als „Abzeichen“ wurde daher unpräzise manchmal das interne Verbandsabzeichen des Stabes und der Stabskompanie „pars pro toto“ für das gesamte Verteidigungsbezirkskommando genutzt. Es entsprach exakt dem Wappen des Bezirks Oberpfalz. Es zeigte als Hinweis auf den Stationierungsraum als Figuren den Pfälzer Löwen, die Rauten wie im Bayerischen Staatswappen und die Schlüssel Petri wie im Regensburger Stadtwappen. Damit entsprach das interne Verbandsabzeichen bis auf den Bord im Wesentlichen den Verbandsabzeichen der 4. Panzergrenadierdivision, der ihr ursprünglich unterstellten Brigaden sowie dem Kommando Luftbewegliche Kräfte/4. Division.